# Honky-tonk
Honky-tonk is een muziekgenre dat in de jaren 1950 en 1960 populair was. Onder honky-tonk verstaat men eigenlijk bewust spelen op een valse piano. Dit soort muziek wordt vaak gebruikt bij slapstickacts.

## Officiële betekenis
'Livemuziek en uitbundige drinksfeer', zo wordt in het zuiden van de Verenigde Staten een honky-tonkgelegenheid gekarakteriseerd. Een meer stilistische verklaring ligt in de populaire muziek. Daar staat de uitdrukking honky-tonkpiano voor, een in de bluesmuziek veelvuldig gebruikte manier van bewust vals pianospel, dat wil zeggen, de vertolker van deze muziek gebruikt een ontstemde piano. In de hedendaagse Amerikaanse omgangstaal verstaat men onder “Let’s Honky Tonk“ ook de uitnodiging voor een 'feest' of eenvoudigweg 'losgaan'.

## Geschiedenis
Basisidee van honky-tonk is verschillende horecagelegenheden – clubs, bars, cafés, restaurants - in één stad in één netwerk samen te brengen, wat leidt tot één groot muzikaal stadsevenement. Artiesten uit verschillende muziekstijlrichtingen treden tegelijkertijd op. Stijlen die in ieder geval aan bod komen zijn onder andere blues, rock-'n-roll, salsa en reggae, tango en swing. 

## Bekende honky-tonkartiesten
Martin Gale is ongetwijfeld de bekendste naam in de Nederlandse honky-tonkwereld. Hij bracht een tiental platen uit in dit muziekgenre, vaak versnelde medleys. Zijn muziek duikt nu nog vaak op in de televisieseries van Bassie en Adriaan, wanneer er een slapstickscène voorkomt.